# Pro bono
Pro bono  é a forma reduzida da locução em língua latina pro bono publico, que significa "pelo bem público" ou "em benefício do público".
Trata-se de uma forma de trabalho voluntário que, ao contrário do voluntariado tradicional, requer habilitação profissional, embora não seja remunerado. Trata-se portanto do exercício profissional voluntário e sem remuneração  que geralmente ocorre paralelamente ao trabalho  normal e remunerado. Refere-se especialmente a advogados embora outros profissionais também possam prestar serviços pro bono, prestando serviços dentro da suas respectivas áreas, como médicos, engenheiros, etc.
O advogado pro bono presta um serviço relevante em casos onde o acesso à cidadania e aos direitos são impedidos por hipossuficiência econômica. A causa pro bono surge quando os serviços estatais de defensoria, criados para atender gratuitamente pessoas em fragilizada situação financeira, não conseguem assistir todos que precisam, ou dedicar tempo suficiente às causas mais complexas. Daí a importância da atividade pro bono dos advogados particulares. Anunciar serviços pro bono como forma de mercadologia, sem que ocorra prestação de fato, ou para beneficiar pessoas que possam pagar, deixando de cobrar honorários, pode ser interpretado como captação ilegal de clientela e infração ética.
A advocacia pro bono não se confunde com um serviço inteiramente gratuito, o advogado apenas deixa de cobrar os valores dos honorários contratuais do cliente / assistido. Caso o serviço prestado se dê no âmbito de um processo judicial litigioso, e o assistido saia vencedor, o advogado pro bono fará jus aos honorários sucumbênciais, que serão pagos pela parte adversária/vencida.